# Ugni molinae
Ugni molinae (též myrta ugni, Myrtus ugni, Eugenia ugni) je stálezelený keř z čeledi myrtovité. Dorůstá rozměrů 30–170 cm, výjimečně i více. Listy jsou vstřícné, elipčité, na rubu bělošedé barvy, o rozměrech cca 1x2 cm, při rozdrcení kořenitě aromatické. Květy jsou převislé, se 4–5 růžovými okvětními lístky, plody jsou drobné hnědočervené bobule s chutí lesních jahod.
Původem je z Chile a Argentiny, kde tvoří součást podrostu tzv. Valdivijských deštných lesů mírného pásu. Zahradnicky se rostlina začala pěstovat v 19. století ve Velké Británii. Zpracování plodů zahrnuje výrobu marmelád a ovocného likéru murtado.